# SOCOM II: U.S. Navy SEALs
SOCOM II: U.S. Navy SEALs è un videogioco di tipo sparatutto in terza persona tattico sviluppato da Zipper Interactive in collaborazione con la Marina militare statunitense, e pubblicato da Sony Computer Entertainment per PlayStation 2. Il gioco è uscito il 4 novembre 2003 in Nord America e il 5 marzo 2004 in Europa.

## Trama
I quattro Navy SEAL Spectre, Jester, Wardog e Vandal vengono mandati in Albania, allertati da Mallard, un informatore locale, riguardo a un mercato nero diretto dai Sesseri, un gruppo di contrabbandieri guidati da Castrioti Sesseri, che trafficano armi al plutonio dall'Albania in tutto il mondo. Arrivati nel villaggio dove Mallard li attende, distruggono due depositi di armi e catturano Besnik, il caposquadra locale. Successivamente vengono mandati in una fabbrica abbandonata a Scutari, dove due operatori SAS, Sabre e Reaver, aiutano Spectre e Jester a ripulire la zona dai Sesseri e a catturare (o uccidere) il Generale Mizlech Rugova. Raccolte diverse informazioni nel fabbricato, scoprono il quartier generale dei Sesseri nel castello della famiglia omonima, dove Castrioti e il suo braccio destro Pius si nascondono, ed entrambi vengono catturati o uccisi sancendo così la fine dei Sesseri.
Successivamente la vicenda si sposta in Brasile dove un gruppo di terroriste, le FARB, mira a prendere il controllo del governo e cerca di convincere quanti più civili possibile a passare dalla loro parte. Arrivati a Rio de Janeiro di nuovo in compagnia di Wardog e Vandal (quest'ultimo conosce il portoghese), i quattro SEAL scoprono che il loro informatore locale, Ragbag, è stato rapito dalle FARB. Dopo averlo liberato, l'informatore rivela che nelle favelas si sta per tenere una riunione segreta delle FARB fra Quixada Christo, la leader, e Lucimar, una donna che gestisce la cellula locale del gruppo. I SEAL si infiltrano, e dopo averla seguita catturano Lucimar. Spectre e la sua squadra vanno quindi nella foresta amazzonica e distruggono una fabbrica di cocaina, che veniva usata dalle FARB per finanziare le loro operazioni. Senza più fondi, Quixada tenta di destabilizzare il governo impadronendosi della diga di Itaipú e minacciando di farla saltare in aria se non avessero acconsentito alle loro richieste. I SEAL però riescono a disinnescare gli ordigni piazzati prima che esplodano, e uccidono Quixada.
Spectre e gli altri vengono quindi chiamati in Algeria, dove un gruppo di separatisti guidati dal generale Heydar Mahmood sta organizzando un colpo di Stato per prendere il controllo del governo. A Béjaïa i separatisti stanno conquistando la città, la stessa dove anche un'organizzazione di peacekeeping si trova per una missione umanitaria. i SEAL vengono quindi chiamati a proteggere gli operatori umanitari, e successivamente a cercare di mettere in sicurezza l'ambasciata statunitense in loco, già evacuata ad eccezione di due dipendenti del Dipartimento di Stato lasciati indietro a causa della confusione creatasi. Dopo un assedio dell'ambasciata da parte dei separatisti, i SEAL si mettono in salvo grazie all'arrivo di un elicottero.
In Russia, un gruppo di terroristi chiamato Force Majeure sta pianificando un attacco nucleare contro gli Stati Uniti. L'intelligence riferisce di movimenti sospetti in un cantiere navale in Kamčatka, e Spectre e Jester vengono inviati a investigare, coadiuvati da due operatori Spetsnaz, Polaris e Bludshot. Al cantiere scoprono che effettivamente è in costruzione un'arma nucleare, ma non c'è traccia dei terroristi russi. Questi ultimi vengono rintracciati dai servizi segreti russi, e i SEAL, travestiti da operatori NBCR, si infiltrano in una delle cellule terroristiche dove scoprono che il loro obiettivo è rubare uranio arricchito per produrre una bomba sporca. Arrivati tardi per fermare il furto di uranio, i SEAL si infiltrano sulla Bitter Moon, una nave diretta a Seattle piena di esplosivo e carica di uranio radioattivo, che i terroristi vogliono far esplodere nel porto della città. Sulla nave si trovano anche la leader di Force Majeure, Valeska Lukanov, e un suo operatore, che si rivela essere Mallard, l'informatore albanese: il suo vero nome è Arjan Manjani e ha usato i SEAL per distruggere l'organizzazione Sesseri, che ha finanziato Force Majeure. Spectre e i suoi riescono a disinnescare le bombe, uccidono Mallard e catturano Valeska, poi lanciano un fumogeno per l'estrazione.

## Modalità di gioco
Il gioco presenta 12 missioni, ambientate in Albania, Brasile, Algeria e Russia. Ci sono cinque livelli di difficoltà, indicati ciascuno con un grado della Marina militare statunitense: guardiamarina, tenente, comandante, capitano e ammiraglio. Inizialmente sono disponibili solo i primi tre livelli di difficoltà; finendo il gioco al terzo livello di difficoltà (comandante), verrà sbloccato il livello capitano, e finendolo a quest'ultimo verrà sbloccato il livello ammiraglio. Inoltre, finendo il gioco ai diversi livelli di difficoltà verranno sbloccati oggetti come personaggi utilizzabili nel multiplayer, così come armi, video, musica, concept art e crediti.
Ciascuna missione ha obiettivi primari e secondari; vi sono poi degli obiettivi nascosti, detti bonus, che influiscono sul voto finale della missione, che va da A (l'eccellenza) a D (la sufficienza), e che si basa su quattro parametri diversi: furtività, precisione, assistenza e obiettivi completati.
Nella modalità giocatore singolo si controlla Spectre (Specter nella versione NTSC), un ufficiale dei Navy SEAL al comando di altri tre militari SEAL, ovvero Jester (con Spectre nella squadra Alpha), Wardog e Vandal (nella squadra Bravo). In alcune missioni la squadra Bravo è sostituita da due operatori SAS o Spetsnaz. Il giocatore può impartire un'ampia gamma di ordini attraverso un menù specifico. Il gioco presentava anche una modalità multiplayer online (i cui server sono stati chiusi il 31 agosto 2012), con 22 mappe e 5 differenti modalità.

### Personaggi
Navy SEAL
- Spectre
- Jester
- Wardog
- Vandal

SAS
- Sabre
- Reaver

Spetsnaz
- Polaris
- Bludshot

Terroristi
- Castrioti Sesseri
- Pius Platz
- Caposquadra Besnik
- Mizlech Rugova
- Quixada Christo
- Feral
- Lucimar
- Heydar Mahmood
- Valeska Lukanov
- Arjan Manjani (Mallard)

### Armi
Il gioco presenta un'ampia varietà di armi, divisi fra armi SEAL, dei terroristi, SAS e Spetsnaz. Per motivi legali, molte armi hanno un nome fittizio.
Armi SEAL
- HK5
- M14
- M60E3
- M63A
- SR-25
- M87 ELR
- M4A1
- M16A2
- Fucile a pompa calibro 12
- Pistola tipo 23
- Pistola 9 mm
- AT4

Armi dei terroristi
- AK-47
- AKS-74
- 552
- 9 mm Sub
- M40A1
- M60E3
- M63A
- M82A1A
- M79
- F90
- M3 calibro 12
- TA calibro 12
- STG 77
- SASR
- 226
- Modello 18
- F57
- M9
- DE .50
- RPG-7

Armi SAS
- HK5K
- M11
- IW-80 A2

Armi Spetsnaz
- RA-14
- SP-10
- AK-105

 Altre armi ed esplosivi
- MGL
- OICW
- Carica Satchel
- M67
- Granata HE
- Fumogeno AN-M8
- Granata Mark141
- Mina Claymore
- C4
- Mina PMN

## Accoglienza
Il gioco è stato accolto positivamente dalla critica. Metacritic dà 87/100, basandosi sulle recensioni aggregate; IGN ha assegnato 8,8 stelle su 10, definendolo "il 97º miglior gioco per PS2". PlayStation Magazine assegna invece 10 stelle su 10, spiegando che il gioco "è vicino alla perfezione".